# Diaphus diademophilus
Diaphus diademophilus är en fiskart som beskrevs av Nafpaktitis, 1978. Diaphus diademophilus ingår i släktet Diaphus och familjen prickfiskar. Inga underarter finns listade i Catalogue of Life.